# Música beat

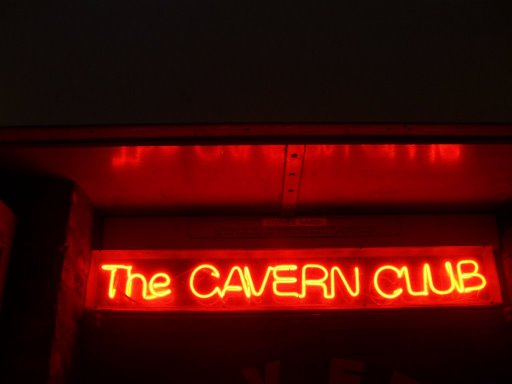
Cartel del Cavern Club en Liverpool.

La música beat, British beat o Merseybeat (del inglés: beat, «pulso») es un subgénero del rock nacido en el Reino Unido a principios de los años 1960. Una parte de este estilo se denominó como Merseybeat, en referencia a los grupos surgidos en la región de Merseyside a la que pertenece Liverpool, la ciudad que vio nacer a The Beatles y a otros grupos del género. 
Los instrumentos habituales de la música beat fueron la guitarra eléctrica, el bajo eléctrico y la batería y su sonido se caracterizó por la sincronización de estos dos últimos. La parte vocal puede recordar al doo wop con coros repitiendo sílabas sin significado, pero a diferencia de este género, los falsetes y los tonos demasiado graves no son habituales. En un principio, los grupos beat tocaban fundamentalmente canciones de rock and roll y R&B, hasta que The Beatles comenzaron a grabar sus propias canciones. 
El género se originó en Liverpool, aunque muchos de sus grupos pasaron temporadas actuando en la ciudad alemana de Hamburgo, interpretando canciones de R&B con influencias de doo wop, skiffle y en mayor medida rock and roll. Además de The Beatles, otras bandas importantes del género procedentes de Liverpool fueron The Searchers, Gerry and the Pacemakers y The Merseybeats, quienes en su mayoría se curtieron actuando en el Cavern Club de esta ciudad inglesa.
Las bandas beat más importantes, además de las de Liverpool, fueron The Hollies, The Kinks, Herman's Hermits, The Dave Clark Five, The Monkees, los primeros The Zombies y los australianos Easybeats.
Su época dorada tuvo lugar entre los años 1962 y 1966. En 1967 inició su decadencia cuando la mayoría de las bandas beat comenzaron a tocar rock psicodélico. Muchos de estos grupos dieron lugar a la llamada Invasión británica, como fue conocida la oleada de artistas de rock británico que obtuvieron una gran popularidad en Estados Unidos a mediados de los años 1960, liderados por The Beatles.

## Merseybeat
El merseybeat (también conocido como merseybeat o mersey sound) es un estilo de beat y rock, era el sonido de Liverpool, era el nombre de un tipo de música (melodía con ritmo), alrededor de los años 1960. Quizás el grupo más famoso de este género fueron The Beatles. Otros importantes grupos fueron Gerry and the Pacemakers, The Searchers y la cantante Cilla Black.
Los primeros grupos musicales de este género pueden ser Rory Storm and the Hurricanes (el baterista era Ringo Starr) o Kingsize Taylor and the Dominoes.

## En España
En España, la música beat tuvo un gran impacto durante los años 60, como parte de la explosión de movimientos musicales juveniles que seguían las influencias británicas y estadounidenses, especialmente de bandas como The Beatles y The Rolling Stones. El estilo se caracterizaba por su energía, ritmos sencillos y melodías pegadizas, muchas veces acompañadas por letras sobre la juventud, el amor o la libertad.
En esos años, surgió lo que se conoció como "la movida del beat español", con grupos como Los Brincos, Los Sirex y Los Bravos. Estas bandas marcaron un antes y un después en la escena musical española, fusionando el beat con elementos del pop, el rock y a veces toques de música tradicional española. De hecho, la canción "Black is Black" de Los Bravos alcanzó éxito internacional en 1966.
Este estilo contribuyó a la evolución del rock en España y a la posterior explosión de la Movida Madrileña en los años 80, que tomaría ese espíritu juvenil y lo llevaría en nuevas direcciones más experimentales y vanguardistas.

## En Latinoamérica
En Latinoamérica, la música beat también tuvo un gran impacto en los años 60, aunque con sus propias particularidades culturales y sociales. Inspirados por bandas británicas como The Beatles, The Kinks y The Rolling Stones, varios grupos latinoamericanos comenzaron a incorporar este sonido, pero adaptándolo a sus propias raíces musicales.
En países como México, Argentina, Chile y Perú, surgieron bandas influyentes dentro de este género. Los Shakers, de Uruguay, son un claro ejemplo, a menudo llamados "los Beatles del Río de la Plata". Su música tenía una marcada influencia del beat, con letras en inglés y un estilo similar al de las bandas británicas, aunque luego comenzaron a experimentar con sonidos más locales.
En México, Los Teen Tops fueron pioneros del rock and roll y del beat, aunque su mayor impacto fue en el rock cantado en español. Bandas como Los Dug Dug’s y Los Apson también adoptaron el estilo beat mezclado con influencias del rock y el surf.
En Argentina, el beat influyó en el desarrollo del rock nacional, con bandas como Los Gatos, que empezaron a incorporar este estilo en su música, lo que más tarde llevaría al surgimiento de una escena de rock muy importante en el país.
Aunque el beat no se desarrolló de manera tan masiva como en el Reino Unido o Estados Unidos, en Latinoamérica fue un estilo clave que contribuyó a la evolución del rock en español, preparando el terreno para la explosión de géneros como el rock latino en décadas posteriores.